# Museo Bizantino de Didimótico
El Museo Bizantino de Didimótico es uno de los museos de la unidad periférica de Evros, en Grecia. Fue inaugurado en 2016.
El museo contiene una colección de objetos de periodos comprendidos entre la época romana y la posbizantina procedentes de la región de Tracia. Entre ellos se encuentran esculturas, fragmentos arquitectónicos, inscripciones, frescos, piezas de cerámica, monedas y mosaicos.  La exposición de esta piezas se completa con diverso material audiovisual de carácter didáctico. A través de ellas se expone la importancia de la región de Tracia y en particular de la ciudad de Didimótico en estos periodos históricos.